# 1854 az irodalomban
Az 1854. év az irodalomban.

## Események
- Pesten Pákh Albert szerkesztésében megindul a Vasárnapi Ujság, a 19. század második felének népszerű szépirodalmi és ismeretterjesztő képes hetilapja (1854–1921)

## Megjelent új művek

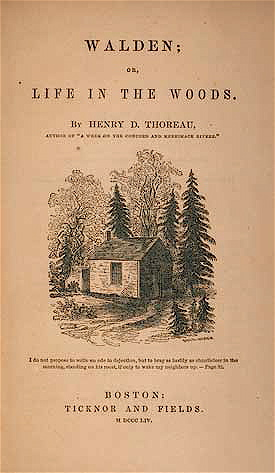
Walden; or, Life in the Woods

- Charles Dickens regénye: Nehéz idők (Hard Times)
- Champfleury francia író regénye: Les Bourgeois de Molinchart (Molinchart-i polgárok)[1]
- Gottfried Keller svájci író leghíresebb műve: Zöld Henrik (Der grüne Heinrich), első három kötet
- Henry David Thoreau amerikai író, filozófus fő műve: Walden; or, Life in the Woods (Walden, vagy élet az erdőben), esszégyűjtemény
- Lev Tolsztoj önéletrajzi trilógiájának második része: Kamaszkor (Отрочество);  magyarul Serdülőkor címmel is megjelent

### Költészet
- Gérard de Nerval francia költő, író kötete: Les Filles du feu, mely nyolc prózai elbeszélését és Les Chimères (Kimérák) című szonettciklusát tartalmazza
- Joseph Victor von Scheffel német költő elbeszélő költeménye: Trompeter von Säckingen (Säckingeni trombitás)
- F. I. Tyutcsev orosz lírikus kötete: Költemények (Стихотворения)[2]

### Dráma
- Émile Augier francia író (Jules Sandeau-val közösen írt) vígjátéka: Le gendre de M. Poirier (Poirier úr veje)
- Színre kerül és megjelenik nyomtatásban Alekszandr Osztrovszkij vígjátéka: A szegénység nem bűn (Бедность не порок)

### Magyar nyelven

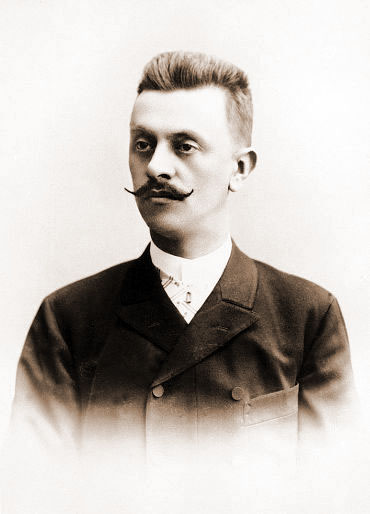
Pecz Vilmos

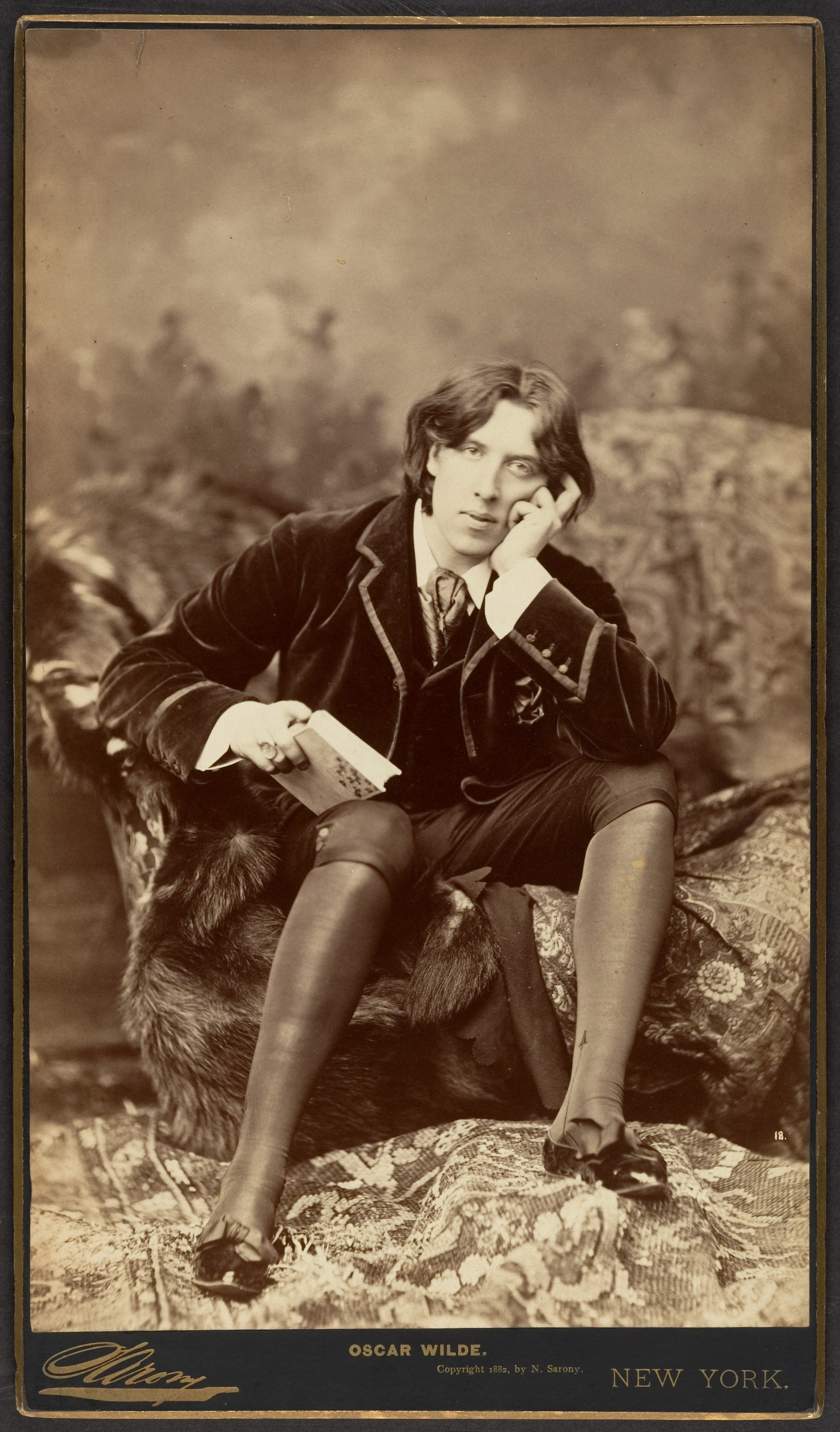
Oscar Wilde

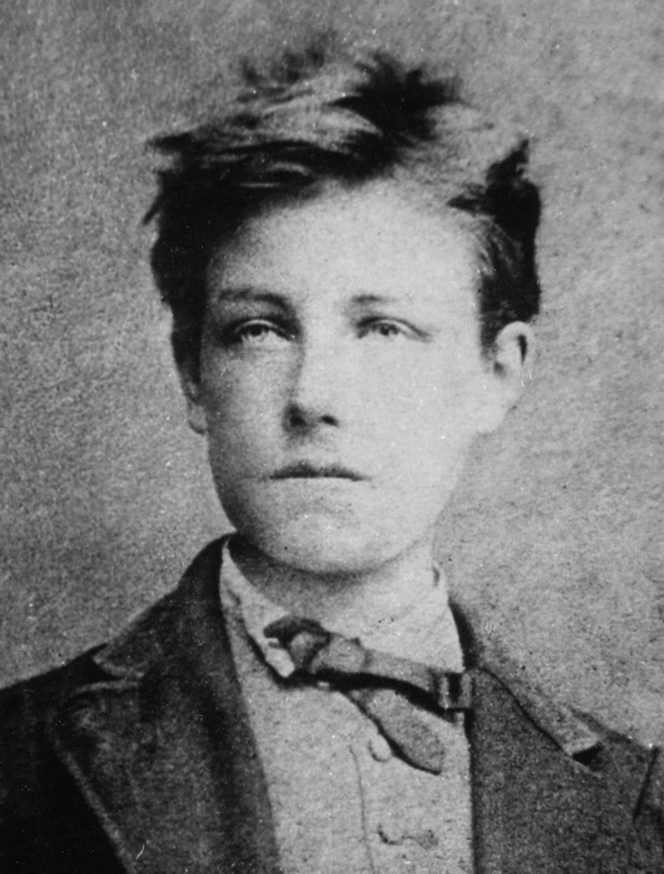
Arthur Rimbaud

- Arany János: Toldi estéje, a Toldi-trilógia második része. Ugyanebben az évben megjelenik egy kötetben a Toldi és a Toldi estéje. A harmadik rész, a Toldi szerelme csak (25 évvel később lát napvilágot.
- Eötvös József A XIX. század uralkodó eszméinek befolyása az álladalomra című tanulmányának második kötete (az első kötet Bécsben 1851-ben jelent meg)
- Jókai Mór regényei:
  - Janicsárok végnapjai
  - Egy magyar nábob
  - Kárpáthy Zoltán
- Kemény Zsigmond regénye: Szerelem és hiúság
- Toldy Ferenc könyve: A magyar költészet története Kisfaludy Sándorig, egyetemi előadásainak összefoglalása
- Tompa Mihály:
  - Tompa Mihály versei (második kötet; az első kötet 1847-ben jelent meg)[3]
  - Virágregék

## Születések
- március 20. – Pecz Vilmos nyelvész, klasszika-filológus, az Ókori lexikon (1902–1904) szerkesztője († 1923)
- június 7. – Charlotte Niese német költő, író († 1935)
- október 16. – Oscar Wilde ír költő, író, drámaíró († 1900)
- október 20. – Arthur Rimbaud francia szimbolista költő († 1891)

## Halálozások
- február 1. – Silvio Pellico olasz költő (* 1789)
- március 19. – Nagy Ignác költő, író, lapszerkesztő (* 1810)
- augusztus 2. – Heinrich Clauren német regényíró (* 1771)
- december 3. – Johann Peter Eckermann német költő, irodalmár, Goethe hagyatékának gondozója, műveinek kiadója (* 1792)